# Friedrich Bernritter
Friedrich Bernritter (* zwischen 1. November 1748 und 21. April 1749 in Eglingen; † 31. Oktober 1803 in Stuttgart) war ein deutscher satirischer Schriftsteller.

## Leben
Bernritters Eltern waren der Förster Adolf Bernritter und dessen Frau Ursula Maria, geb. Erlenmayer, verwitwete Weise. Friedrich Bernritter wurde Schreiber, war wahrscheinlich von 1766 bis 1770 als Substitut in der Stadtschreiberei in Schorndorf tätig und arbeitete ab 1770 auf dem Oberamt in Böblingen. 1794 wurde er Rentkammer-Rat an der württembergischen Herzoglichen Rechenbank in Stuttgart. Von Herzog Friedrich erhielt er verschiedene Sonderaufträge, darunter eine Entsendung nach Wien 1803, wo er über Kriegsentschädigungszahlungen, die Kosten der Kurwürde und die Übernahme der Zisterzienserinnen-Abtei Heiligkreuztal verhandelte. Er erreichte jedoch nicht viel und wurde schon im selben Jahr wieder zurückberufen.
Bernritter war daneben als Schriftsteller tätig, insbesondere im Bereich der satirischen Literatur. Seine „Wirtembergischen Briefe“ enthalten satirische Schilderungen der Zustände in Württemberg unter der Herrschaft des Herzogs Carl Eugen.

## Werke
- Siegwart oder der auf dem Grab seiner Geliebten jämmerlich erfrohrene Kapuciner: Eine abentheuerliche, aber wahrhafte Mord- und. Kloster-Geschichte, die sich vor etlichen Jahren im Fürstenthum Oetingen mit eines Amtmanns Sohn und eines Hofraths Tochter aus Ingolstadt zugetragen. Mannheim 1777 (Digitalisat).
- Wirtembergische Briefe. Stettin, Ulm 1786.
- Wirtemberg: Pietismus. Schreiber. Schulen. Und Erziehung und Aufklärung überhaupt. o. O. 1787 (Digitalisat).
- Hrsg.: Reden und Dialogen: hintenan ein Rezeptbüchlein. Bd. 1, Peter Marteau, d. J., Köln, 1788.
- Der wohlgenüzte Hammel, oder kurzweilige und wahrhafte Liebs- und Diebs-Historia, wie ein verschlagener Fleischerknecht und lustiger Geselle sich einst an dem hochwürdigen Herrn Pater Frank im Bayerlande puncto Criminalis Stellionatus gröblichen vergreiffen und dem geistlichen Herrn zu Tisch und Bette gar unfein mitspielen thät. o. O. 1789.
- Anekdoten aus Schwaben. Bd. 1 o. O. 1789 (Digitalisat).
- Neue Wirtembergische Briefe: Gesammelt in den Jahren 1797 und 1798. Ulm 1799.